# 폴 부르제
폴 부르제(Paul Bourget)는 1852년 9월 2일 아미앵에서 태어나 1935년 12월 25일 파리에서 사망한 프랑스의 작가, 수필가로 아카데미 프랑세즈 회원이었다.
문학에서 자연주의에 반대하는 반항의 신호탄을 쏜 부르제는 처음에는 실험적 분석 소설에 몰두했다. 풍습과 성격에 대한 부르제의 섬세한 연구는 제3공화국 시기 파리의 살롱에 드나든 사교계 사람들을 사로잡았다. 부르제의 첫 소설들 – 『잔인한 수수께끼Cruelle énigme』(1885), 『사랑 범죄Un crime d'amour』(1886),  『거짓Mensonges』(1887) – 또한 현대성이라는 꿈을 찾는 젊은 세대들 사이에서 큰 반향을 불러왔다.
부르제는 뒤이어 방향을 바꾸며 자신의 대표작으로 평가받는 소설 『제자Le Disciple』(1889)를 시작으로 "문제 소설", 즉 관념 소설로 향했다. 부르제는 더 이상 풍습을 분석하는 것만으로 만족하지 못하고, 불가항적인 법에 굴복한, 그리고 그것의 위반이 모든 개인적, 사회적 무질서를 만드는, 그 기원과 원인의 베일을 벗기고자 했다. 이 새로운 길은 부르제로 하여금 『휴계L’Étape』(1902), 『이혼Un divorce』(1904), 『오후의 악마Le Démon de midi』(1914)와 같은 더 많은 심리 소설을 쓰게끔 이끌었다. 부르제는 이후 천주교로 개종했는데, 이는 그의 문학 활동과 소설 지향에 영향을 끼쳤으며, 이를 통해 그는 과학과 신앙의 통합을 시도했다. 부르제는 20세기 초 당대 사회, 정치, 종교적 문제에 관하여 심리소설가이자 모랄리스트로서 자신의 재능을 적용하고자 했다.
부르제의 다양한 작품으로는 젊은 시기의 시, 수필과 몇몇 극작도 있다. 부르제의 정치 활동은 대체로 문학 표현의 일환이었지만, 그럼에도 활동가적인 면모를 보여준다. 왕정에 옹호적인 전통주의 소설가, 천주교도, 반드레퓌스주의자로서의 입장을 수 차례 보여준 모습은 그의 작품을 읽는 것마저 논란을 낳으며, 오늘날 그의 진가를 가리거나, 심지어 과소평가되어 잊혀지게 만들었다.

## 생애

### 생애 초반
아미앵에서 태어났지만, 부르제는 1854년부터 1867년까지 아버지 쥐스탱 부르제가 클레르몽 대학교에서 수학 교수직을 맡고 있던 클레르몽페랑에서 유년기와 청소년기를 보냈다. 그는 클레르몽페랑에 있는 리세 블레즈파스칼에 재적했다. 부르제의 가족은 아르데슈(더 구체적으로는 사바와 포그르) 출신이었다. 할아버지 클로드 부르제는 유명 발명가 마르크 스갱의 휘하에서 일했다. 폴 부르제는 어머니 안 아델라이드 발랑탱을 6살의 나이에 잃었다. 아버지는 사별 후 5개월 뒤 재혼했다.
부르제는 먼저 평론가로 출발하여 <현대 심리논총(論叢)>(1883)에서 1880년대 작가들의 염세사상을 해명하였다. <가혹한 수수께끼>(1885)로서 소설가로 데뷔하여 처음에는 영국풍(英國風)의 상류생활 서술과 여성심리의 묘사에 전념하여 자연주의의 붕괴와 때를 맞추어 심리소설의 시대를 구축하였다. <사랑의 죄>(1886), <앙드레 코르네리스>(1887), <거짓말>(1887) 등은 그런 종류의 걸작이다.
이후 <역참(驛站)>(1902)을 비롯하여 <이혼>(1904), <망명자>(1907), <낮의 악마>(1914), <죽음의 의미>(1915), <네메지스>(1918), <감옥>(1923) 등 어느 것이나 다 그리스도교 윤리관을 골자로 하여 가정과 사회의 여러 문제를 해결하려 했으나 그 가운데는 편견에 흘러 읽기 거북한 것도 있다. 그러나 그로써 분열된 인심의 현실에 구심적인 해석을 가하여 국민의 정신적 동향을 정하려던 열의는 인정해야 할 것이다.